# Хорхе Лазаров
Хорхе Овідіо Лазаров Ческоні (Монтевідео — 28 лютого 1950 — там само, 22 березня 1989) — уругвайський музикант болгарського походження, автор-виконавець і композитор популярної уругвайської музики.

## Життєпис
Батько Хорхе, Хуан Лазаров народився в Болгарії, а мати в Сальто. 
Народившись в районі Кордон, Лазаров відвідував початкову школу та середню школу Річарда Андерсона (Монтевідео). Мав двох братів, молодших за нього, Росаріо та Хуана Едуардо. Росаріо спеціалізується на англійській мові та є автором кількох літературних текстів. Хуан Едуардо Лазаров грає на фортепіано та синтезаторі, є професійним композитором і музикантом.
Хорхе Лазаров був шанувальником футбольного клубу Данубіо, який заснувала його бабуся. Походження чорно-білого логотипу на футболках учасників клубу пов’язане з тим, що торговець у цьому районі запропонував подарувати хлопцям футболістам одинадцять сорочок, в обмін на те, щоб вони використовували кольори клубу « Монтевідео Вандерерс». Хуану Лазарову (батьку) належить ідея діагональної смуги на логотипі клубу.
Хорхе Лазаров — один із основних творців популярної уругвайської музики. Його творчі пригоди, які розпочались у сімдесятих роках, дозволили Хорхе отримати новаторський стиль, що відобразився на текстах та музиці.

## Діяльність
Перший виступ Лазарова на публіці відбувся у серпні 1972, у віці 22 років, як учасника гурту "Creation" y "Testimonio" в рамках багатогуртового концерту, який відбувся в Театрі Соліс. Незабаром Хорхе виконував популярну музику з латиноамериканським корінням в гурті "Patria Libre", створеному Хорхе Боналді, Раулем Кастро та Міґелем Амарілло, якого згодом замінив Хайме Рус. Усі вони були ключовими постатями в популярній уругвайській музиці. У період з 1973 по 1975 гурт записав два альбоми. Тим часом Лазаров і Боналді брали участь разом з іншими музикантами в унікальному проєкті під назвою Aguaragua який вийшов на двох довгограючих платівках.
Як соліст Хорхе записав чотири альбоми: "Albañil", "Dos", "Tangatos" та "Pelota al medio". Він записав диск для дітей разом зі своєю подругою Маргаритою Пегі Мерклен під назвою "El disco de Pegui" під редакцією Ayuí/Tacuabé (A / E 11 K) з дитячими піснями, але з великим змістом свободи та гідності в ті часи диктатури, з яких особливо виділяються «Canción de la lechuga», «Mariana», «El pez de cristal», «Canción de las lombrices». Хорхе був членом гурту "Los que Iban Cantando" (складався з Лазарова, Кірке Майа, Хорхе Боналді, Луїса Трохона та Хорхе Ді Політо, Карлоса Да Сільвейра та Еду Ломбардо). Хорхе також брав участь у більшості записів своєї дружини Сесілії Прато (1957) як інструменталіст та аранжувальник.
У 1984 Хорхе організував разом з Лео Масліахом (1954) шоу під назвою "Irrestricto" яке було представлене в Монтевідео та Буенос-Айресі. Цей матеріал був записаний у період з грудня 1984 по квітень 1985 в альбомі під назвою "Tangatos". У 1985 був перевиданий під назвою "El fantasma unrestricto". Лазаров починає наближатися до інших жанрів, таких як написання журналістських статей (спочатку в "Asamblea", а пізніше у "Brecha").
Його нові пісні демонструються публіці.
У 1987 Лазаров, Хорхе Боналді, Луїс Трохон та Еду Ломбардо познайомилися і разом створили альбом під назвою "Enloquecidamente". 
Лазаров співпрацює з Раулем Кастро і стає частиною "Lack and Rest".
У серпні 1988 Хорхе представив сольний концерт, який ще раз здивував усіх. Цього разу йому акомпанували Даніель Жак, Уго Яса та його брат Хуан Лазаров. Новий звук був зібраний у фонограму, яка була записана наприкінці 1988 та випущена на початку 1989.

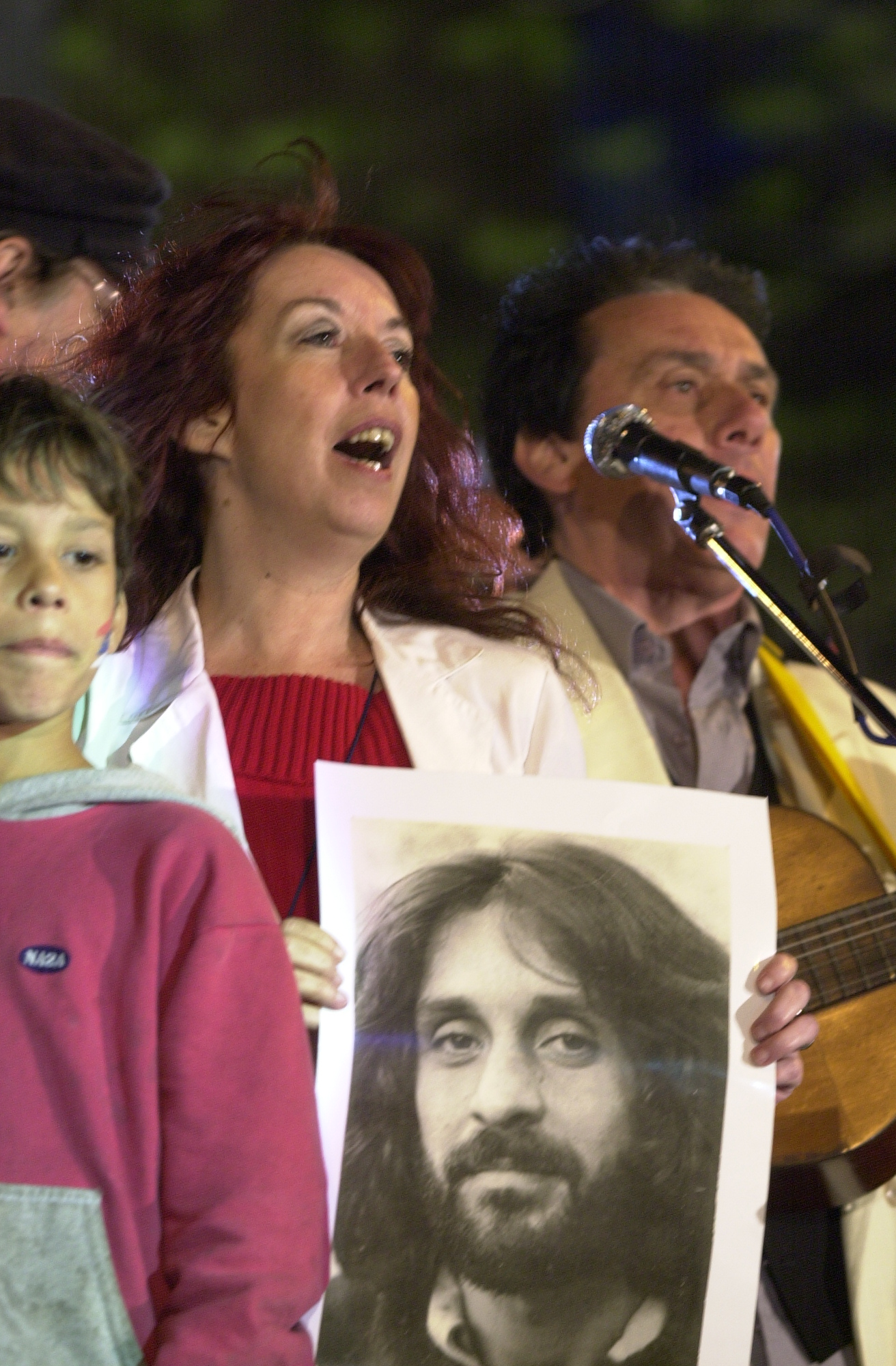
Музиканти Адріана Дюкре (тримає фотографію Лазарова) та Хорхе Боналді виконують пісню на честь Хорхе Лазарова.

Хорхе Лазаров помер 22 березня 1989,  від лімфоми.

## Деякі виконавці його творів
- Asamblea Ordinaria
- Daniel Viglietti (1939-2017)
- Eduardo "Pitufo" Lombardo
- Fernando Cabrera (1956)
- Gabriela Posada
- Jaime Roos (1953)
- Jorge Bonaldi (1949)
- Liliana Vitale (1959)
- Rubén Olivera (1954)
- Cuatro Pesos de Propina

## Дискографія

### Сольна творчість
- Albañil (Ayuí/Tacuabé a/e20k. 1979)
- Dos (Ayuí/Tacuabé a/e34k. 1983)
- Tangatos (Ayuí/Tacuabé a/e46k. 1985)
- Éxitos de nunca (Ayuí/Tacuabé a/e85k).
- Ríos (Ayuí/Tacuabé a/e112k).
- Pelota al medio (Orfeo 90948-1. 1989)
- Irrestricto (grabado en vivo junto a Leo Maslíah en 1984). Perro Andaluz. 2006)

### Спільні проєкти
«Los que Iban Cantando»
- Uno (Ayuí / Tacuabé a/e14. 1977)
- Dos (Ayuí / Tacuabé a/e16. 1978)
- Juntos (Ayuí / Tacuabé a/e28. 1981)
- Enloquecidamente (Ayuí / Tacuabé a/e63k. 1987)

### Reediciones
- Uno - Dos (Ayuí / Taccuabé ae204cd)
- Enloquecidamente (Ayuí / Taccuabé pd 2002. 1999)

### Перевидання
- Albañil/Dos (Ayuí/Tacuabé ae153cd. 1996)
- Éxitos de nunca (Ayuí/Tacuabé y Posdata pd2007. 1999)
- Tangatos / Pelota al medio (Ayuí/Tacuabé ae285-286cd. 2005)